# Oberea pseudonigrocincta
Oberea pseudonigrocincta är en skalbaggsart som beskrevs av Stefan von Breuning 1962. Oberea pseudonigrocincta ingår i släktet Oberea och familjen långhorningar. Inga underarter finns listade i Catalogue of Life.